# Alfonso Mejía-Arias
Alfonso Mejía-Arias (ur. 11 września 1961 w Veracruz) – meksykański muzyk, pisarz i polityk pochodzenia romskiego.  

## Życiorys
Urodził się 11 września 1961 roku w Veracruz. Od dzieciństwa występował w zespołach muzycznych. Specjalizuje się w muzyce japońskiej, zwłaszcza w grze na shakuhachi (jest on jedną z pierwszych osób z Ameryki Łacińskiej, które profesjonalnie grają na tym instrumencie). Jest również dyrektorem orkiestry kameralnej i obrońcą praw człowieka (zwłaszcza praw mniejszości, szczególnie Romów); wielokrotnie potępiał działania rządu Meksyku, korupcję i łamanie praw człowieka. Jest on związany z Meksykańską Partią Liberalną.